# André Gide
André Paul Guillaume Gide (22 tháng 11 năm 1869 – 19 tháng 2 năm 1951) là một trong những nhà văn xuất chúng của thế kỷ 20, người đoạt giải Nobel Văn học năm 1947.

## Tiểu sử
André Gide sinh ở Paris, là con trai một giáo sư luật của Đại học Paris. Bố mất sớm, Gide chịu sự giáo dục nghiêm khắc kiểu Thanh giáo của mẹ. Khi còn là học trò trung học, Gide đã quyết định cống hiến trọn đời cho nghệ thuật. Sáng tác đầu tay của ông là cuốn tự truyện Les cahiers d'André Walter (Những cuốn vở của André Walter, 1891) viết bằng thơ và văn xuôi đầy chất thơ, kể về sự giằng xé, giày vò giữa thể xác và tâm hồn và sự tìm kiếm lối thoát trong các hình thái thần bí và thanh cao của tình yêu.
Do bị bệnh lao không phải chịu quân dịch, những năm 1893-1894 André Gide du lịch sang Algérie và Tunisia, nơi ông phát hiện ra mình là người đồng tính luyến ái. Thời gian khủng hoảng kéo dài được ghi nhận bởi sự bất ổn tinh thần và những kiếm tìm chân lý thể hiện trong truyện vừa Le Retour de l'Enfant prodigue (Đứa con đi hoang trở về, 1907). Về mặt phong cách, Gide đã khắc phục lối viết cầu kì ban đầu, đến với một ngôn ngữ giản dị rõ ràng. Năm 1908, ông trở thành người đồng sáng lập Tổng quan mới của nước Pháp, một trong những tạp chí có ảnh hưởng đối với sự phát triển nền văn học Pháp và thế giới.
Tiểu thuyết châm biếm Les Caves du Vatican (Những động ngầm dưới Vatican, 1914) đặt vấn đề về sự chấp nhận một cách mê muội những tín ngưỡng và lý tưởng. Năm 1926, tiểu thuyết Les Faux-monnayeurs (Bọn làm bạc giả) ra đời mang lại nhiều thành công cho ông, đó là một đóng góp thực sự vào sự phát triển thể loại tiểu thuyết. Một năm sau khi xuất bản truyện vừa Thésée (Theseus, 1946) - mà ông coi như một bức di thư văn học - André Gide được bầu làm Giáo sư Danh dự trường Đại học Oxford và được tặng giải Nobel năm 1947. Năm 1950, André Gide xuất bản tập cuối cùng của bộ Journal (Nhật ký). Ông mất năm 1951 ở Paris.

## Tác phẩm
- Les cachiers d'André Walter (Những cuốn vở của André Walter, 1891), tự truyện
- Les poesies d'André Walter (Thơ của André Walter, 1892)
- Le traité du Narcisse (Luận về Narcisse, 1893)
- Le voyage d'Urien (Cuộc hành trình của Urien, 1893)
- Paludes (Bãi lầy, 1895), tiểu thuyết
- Les nourritures terrestres (Dưỡng chất trần gian, 1897), tiểu thuyết
- Le Prométhée mal enchainé (Prometheus lỏng xiềng, 1899), tiểu thuyết
- L'Immoraliste (Kẻ vô luân, 1902), tiểu thuyết
- Le Retour de l'Enfant prodigue (Đứa con đi hoang trở về, 1907), truyện vừa
- La Porte étroite (Khung cửa hẹp, 1909), tiểu thuyết
- Isabelle (1911), tiểu thuyết
- Les Caves du Vatican (Những động ngầm dưới Vatican, 1914), tiểu thuyết
- La Symphonie pastorale (Khúc nhạc đồng quê, 1919), tiểu thuyết
- Si le grain ne meurt (Nếu hạt giống không chết, 1924), tự truyện
- Corydon (1918-1924), đối thoại
- Numquid et tu...? (Anh từ đâu...?, 1926), kí
- Les Faux-monnayeurs (Bọn làm bạc giả, 1926), tiểu thuyết
- Voyage au Congo (Chuyến đi Congo, 1927), tiểu thuyết
- Le retour du Tchad (Trở về từ Tchad, 1928), du kí
- L'École des femmes (Trường học đờn bà, 1929), tiểu thuyết
- Robert (1930), tiểu thuyết
- Œdipe (1931), kịch
- Les Nouvelles Nourritures (Dưỡng chất mới, 1935), tiểu thuyết
- Genevière (1936), tiểu thuyết
- Retour de l'Hoa KỳS.R (Trở về từ Liên Xô, 1936), ký
- Thésée (Theseus, 1946), tiểu thuyết
- Journal (Nhật ký, 1950)
- Et nune manet in te (Và ngày hôm nay đang ở trong em, 1951), tự truyện gia đình
- Thư từ